# Беккер, Маркус
Маркус Беккер (родился 11 сентября 1981 года в Мерзебурге) — немецкий спортсмен слалом каноист, участвовал в соревнованиях с середины 1990-х годов. 

## Спортивные достижения
Маркус Беккер завоевал серебряную медаль в дисциплине С-2 (каноэ-двойка, мужчины) летних Олимпийских игр 2004 в Афинах вместе с Стефаном Хенце.
Беккер также завоевал шесть медалей на чемпионатах мира по гребному слалому, организованном Международной федерацией каноэ, включая золотую медаль (дисциплина К-2: 2003), четыре серебряных медали (дисциплина С-2: 2006, дисциплина С-2 команда: 2003, 2006, 2009) и бронзовая медаль (дисциплина К-2: 2005). На чемпионате Европы в 2008 году в Кракове завоевал золотую и две серебряных медали в дисциплине C-2 в общекомандном зачете. 